# Diana Galimberti
Diana Mabel Galimberti (Buenos Aires, 8 de enero de 1945) es una médica ginecóloga y obstetra argentina. Es conocida por su activa militancia por los derechos de la mujer en temáticas como la violencia de género, el parto respetado y la interrupción legal del embarazo.

## Trayectoria profesional
Médica tocoginecóloga, obstetra y sanitarista, es coordinadora del comité de Violencia de Género de la FASGO (Federación Argentina de Sociedades de Obstetricia y Ginecología) y presidenta del Comité Científico del Centro Latinoamericano Salud y Mujer (Celsam) y dirige la Federación Internacional de Ginecología y Obstetricia (FIGO) de violencia sobre las mujeres. Es también profesora emérita de la Facultad de Medicina de la Universidad de Buenos Aires y fue jefa de servicio del Hospital General de Agudos "Dr. Teodoro Álvarez" y  además de Directora de Salud de la Defensoría del Pueblo de la Ciudad Autónoma de Buenos Aires, y Secretaria de Asuntos Académicos y Universitarios de la Asociación de Médicos Municipales de la Ciudad de Buenos Aires.

## Violencia contra las mujeres
Galimberti es pionera en abordar la temática de violencia contra las mujeres en Argentina que trabaja desde 1992. y miembro del Consejo de Notables de la Comisión Nacional Coordinadora de Acciones para la Elaboración de Sanciones de Violencia de Género (CONSAVIG), entidad creada en el ámbito del Ministerio de Justicia y Derechos Humanos de la Nación en 2011 con el objetivo de formular las sanciones a la violencia de género establecidas por la ley N.º 26.485.

## Premios y reconocimientos
- 1971: Mención honorífica en las Segundas Jornadas Marplatenses de Obstetricia y Ginecología. Exposición Científica. Tema: «Infección placentaria» Dres. E. B. Bur, A. S. de Galimberti, J. R. Firpo, M. Nargulies, Diana Galimberti y C. Caballer).
- 1971: Primer premio XVII Reunión Nacional de FASGO, San Juan, 1971. Tema: «Trasplante de ovario en el ser humano». Dres. B. Blanco, C. Domínguez, R. Valmagia y D. Galimberti.
- 1974: Premio de la Sociedad de Patología Mamaria. Tema: Investigación de la fascia profunda vecina al carcinoma de mama». Dres. Prof. Dr. E. G. Bur y D. Galimberti.
- 1977: Premio Anual Prof. María Teresa F. de Gaudino; Facultad de Medicina, Universidad de Buenos Aires. Tema: «Infección inaparente en Obstetricia». Dres. M. Margulies, A. S. de Galimberti, C. Caballer, I. Voto y D. Galimberti
- 1981: Premio Dr. Alberto Peralta Ramos. Academia Nacional de Medicina. Tema: Anatomía y fisiología normal y patológica de las membranas ovulares humanas». Dres. E. G. Bur, A. S. de Galimberti, C. Caballer y D. Galimberti
- 1981: Premio Segundas Jornadas de la Sociedad de Obstetricia y Ginecología de Buenos Aires, 1981. Tema: «Unión específica de la prolactina a la fracción de membranas celulares de pulmones fetales humanos. Estudio compartativo entre receptores para prolactina y cortisol en el citosol». Dres. M. Margulies, H. Scaglia, C. Zylberstein y D. Galimberti.
- 1981: Premio Boletín de la Academia Nacional de Medicina de Buenos Aires, Vol. LVIV, pág. 491. Tema: «Anatomía y fisiología normal y patológica de las membranas ovulares humanas». Dres. Bur E.; Breide T.; Galimberti A. S. de; Caballer C.; y Galimberti D.
- 1984: Premio Dr. Eliseo Cantón, Academia Nacional de Medicina. Tema: «Bases ultraestructurales de la fisiología de la contracción y del útero humano gestante sin y con sobrecarga de estradiol». Dres. U. Lerner, A. S. de Galimberti, D. Galimberti.
- 1994: Premio Fundación Florencio Fiorini. Universidad del Salvador. Premio anual: «Variación circadiana de la respuesta glucémica e insulinémica a una carga oral de glucosa en la mujer embarazada. Posible aplicación en el diagnostico de la diabetes gestacional». Colaboradores: Aparicio N., Fernández, C.; João, M.; y Cortelezzi, Z. 22 de septiembre de 1994.
- 2001: Premio Embajadora por los Derechos Sexuales y Reproductivos. Instituto Social y Político de la Mujer (ISPM), 5 de septiembre de 2001.
- 2001: Premio Eliseo Cantón, Academia Nacional de Medicina de Buenos Aires. Concurso “Biología de la gestación”, «Sustancias reactivas al ácido tiobarbitúrico, vitamina E, fibronectina y PAI –1 como predictores preclínicos de hipertensión inducida por embarazo». Diana Galimberti, Néstor Aparicio, Mirta Joao, Marta Cortelezzi, Matilde Holland, Viviana Caramés, Pablo Fernández y Carlos A. Fernández. 5 de octubre de 2001
- 2001: Premio a trabajo no médico Primer premio: “Promoción de la lactancia materna en el Hospital Álvarez: implementación de estrategias y evaluación de los resultados”, XXXVI Jornadas Científicas Hospital General de Agudos Dr. Teodoro Álvarez. 9 de noviembre de 2001
- 2001: Mención tema libre: “Programa de procreación responsable para prevenir reepitencia de abortos”. XXXVI Jornadas Científicas del Hospital General de Agudos Dr. Teodoro Álvarez. 9 de noviembre de 2001.
- 2001: Mención póster “Enfermedad de Hodgkin y embarazo” XXXVI Jornadas Científicas Hospital General de Agudos Dr. Teodoro Álvarez. 9 de noviembre de 2001.
- 2005: Mujer destacada de la década. Instituto Federal de Políticas Públicas de la Ciudad Autónoma de Buenos Aires. 16 de diciembre de 2005.
- 2006: Distinción al compromiso con la salud de las mujeres desde el hospital público. Legislatura de la Ciudad Autónoma de Buenos Aires y la Comisión de Mujer, Infancia y Juventud, en reconocimiento por la tarea realizada. 8 de marzo de 2006.
- 2006: Mención especial. Federación de Sociedades de Cancelorogía del MERCOSUR. Participación como panelista en la 11.ª Celebración Día Internacional del Paciente Oncológico. 2 de septiembre de 2006.
- 2007: Distinción Mujeres Destacadas. Secretaría de la Mujer de Compromiso para el Cambio. 8 de marzo de 2007.
- 2008: Distinguida visitante de la Ciudad de Resistencia, Capital de la Provincia del Chaco (Resolución 1461); durante su estadía, en el marco de las Jornadas de Actualización Científica en Anticoncepción, Salud Sexual y Reproductiva, septiembre de 2008. * 2009: Reconocimiento por su labor ciudadana, Encuentro Mujeres – Ciudad Autónoma de Buenos Aires, junio de 2009.
- 2014: Premio por reconocimiento a la labor, Cámara de Diputados de la Nación, diciembre de 2014.